# Zierschildkröte
Die Zierschildkröte (Chrysemys picta) ist die einzige Art der Gattung der Zierschildkröten (Chrysemys). In Mitteleuropa ist sie vor allem als Terrarientier bekannt.

## Verbreitungsgebiet
Sie kommt von der Ostküste Nordamerikas bis zur Westküste vor. Die Östliche Zierschildkröte kommt vom südöstlichen Kanada über New-England und die atlantischen Küstenabschnitte bis nach Georgia vor, in westlicher Richtung bis nach Ost-Alabama. Das Verbreitungsgebiet der Mittelländischen Zierschildkröte erstreckt sich in Kanada über Süd-Quebec, Ontario, in den USA in Alabama, Georgia, Illinois, Indiana, Kentucky, Michigan, New Jersey, New York, Ohio, Pennsylvania, Tennessee, Vermont West Virginia und Wisconsin. Die Westliche Zierschildkröte hat von allen Unterarten das größte Verbreitungsgebiet, es reicht von West-Ontario über den Süden Kanadas bis nach British Columbia und im Süden bis nach Missouri, Nord-Oklahoma, Ost-Kolorado, Wyoming, Idaho und Nord-Oregon. Die Südliche Zierschildkröte kommt in den Bundesstaaten Alabama, Arkansas, Georgia, Illinois, Kentucky, Louisiana, Mississippi, Missouri, Oklahoma, Tennessee und Texas vor.

## Lebensraum
Zierschildkröten bevorzugen langsam fließende, flache Gewässer mit weichem, schlammigem Grund und starker Vegetation. Sie kommen auch in Brack- sowie in Abwasser vor. Außerdem sollten Steine und dicke Hölzer, die aus dem Wasser ragen und so einen „Aussichtspunkt“ und Sonnenbadeplatz bieten, vorhanden sein.

## Verhalten
Das allgemeine Verhalten der Einzelgänger wechselt zwischen der Futtersuche und dem Sonnenbaden auf Steinen über der Wasseroberfläche. Das Paarungsverhalten bei Zierschildkröten unterscheidet sich nur geringfügig von demjenigen anderer Arten. Dabei werden beim „Balztanz“ mit Hilfe der Krallen die Vorderbeine in Richtung des Partners gestreckt und ihn so am Kopf anhand schneller Zitterbewegungen „gekräuselt“. Das Verhalten ist allerdings auch unabhängig von Paarungszeit und Geschlecht festgestellt worden.

## Größe

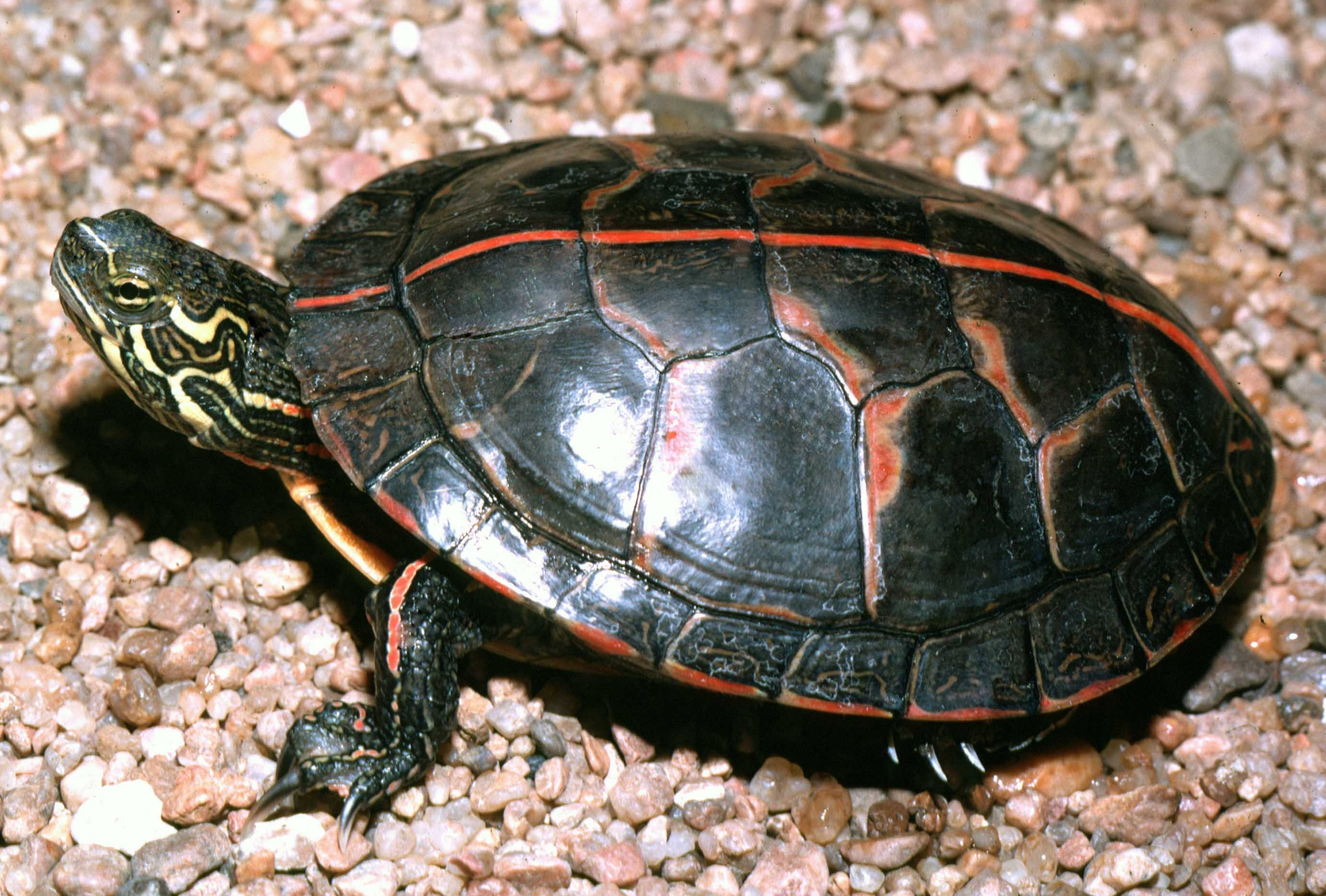
Südliche Zierschildkröte (Chrysemys picta dorsalis)

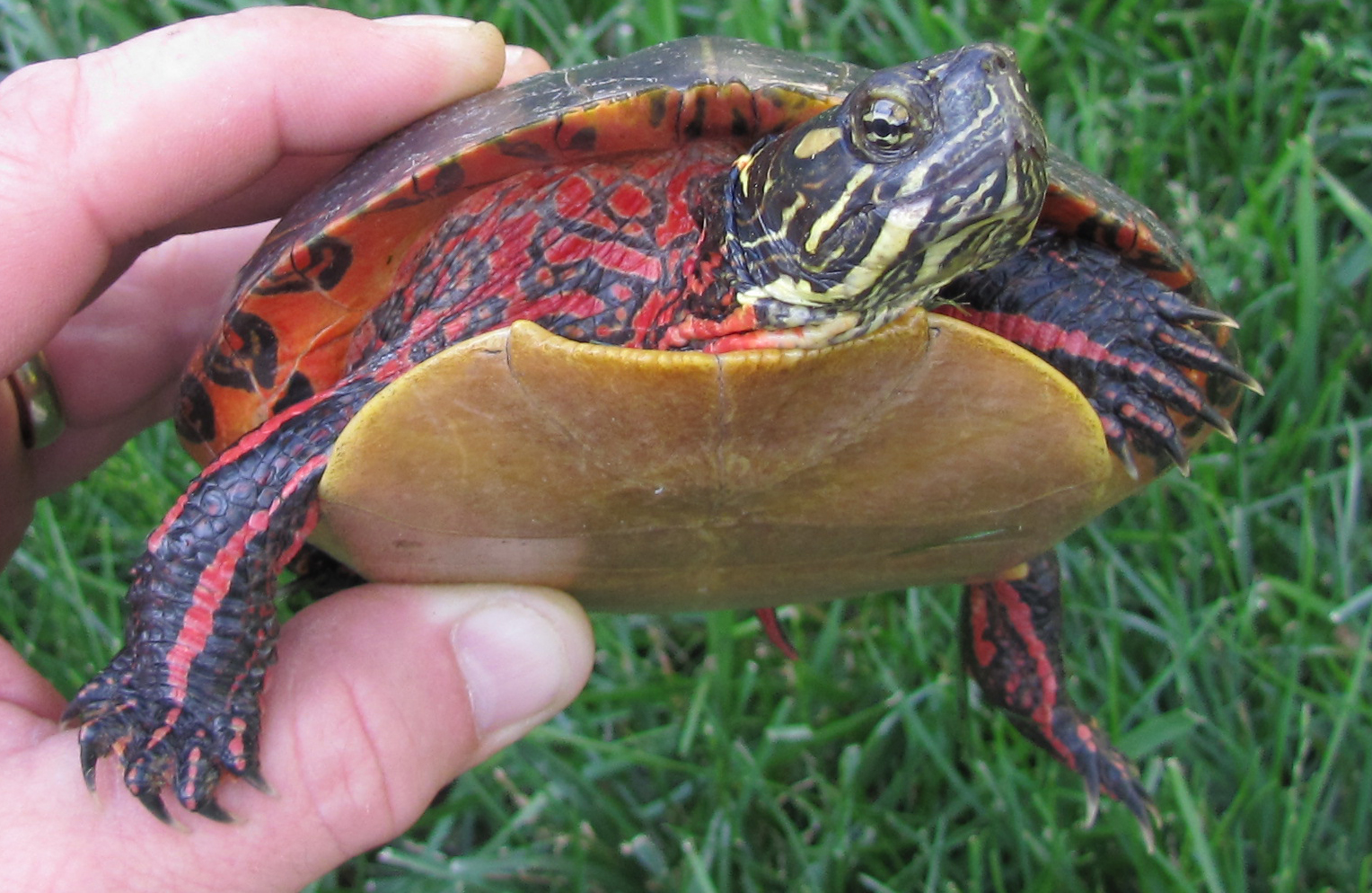
Östliche Zierschildkröte (Chrysemys picta picta)

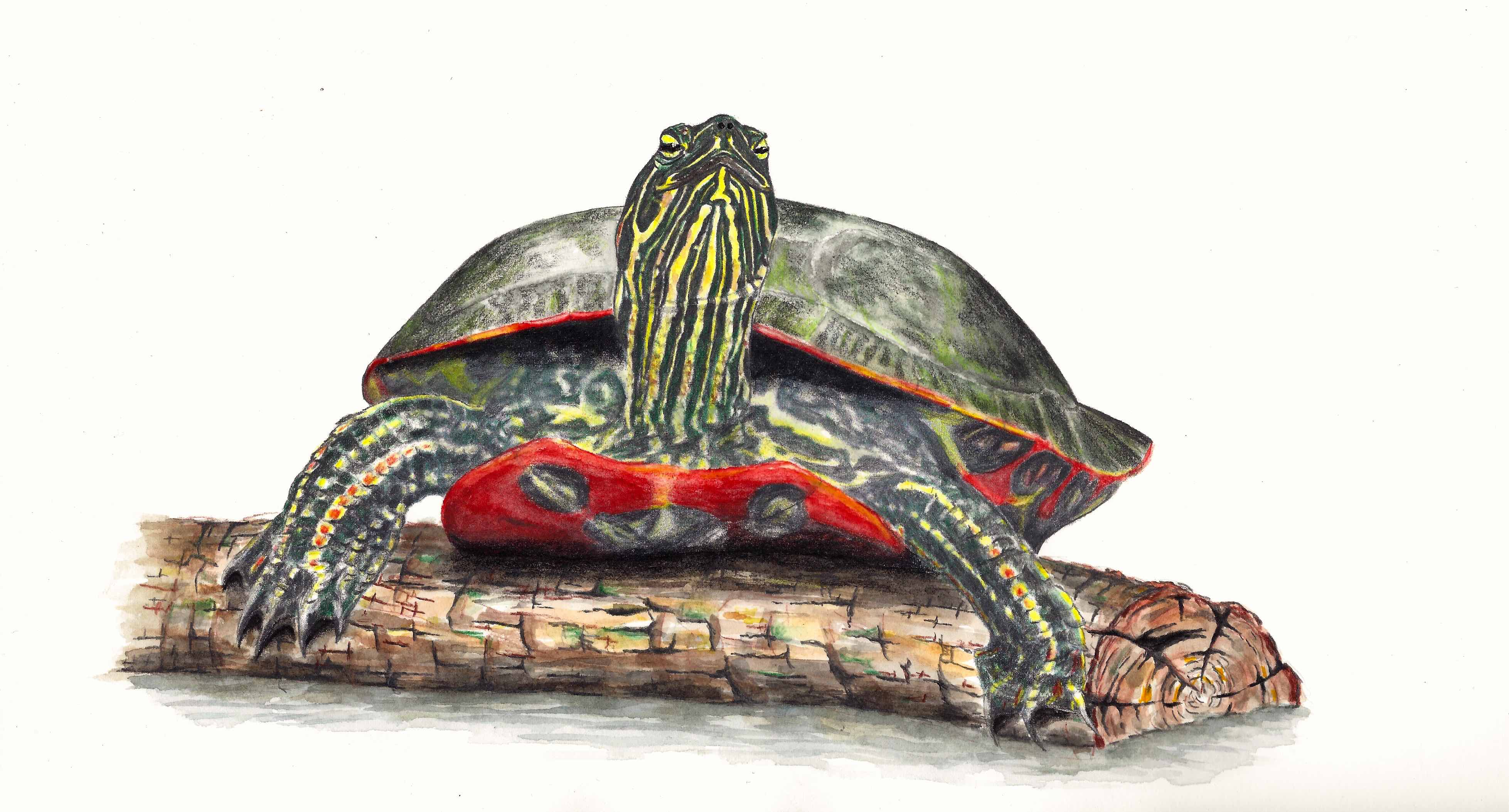
Westliche Zierschildkröte (Chrysemys picta bellii (Watercolor by Gordon))

Zierschildkröten können, je nach Unterart, bis zu 25 cm groß werden, wobei die Weibchen auch hier
größer als die Männchen werden.
Die Südliche Zierschildkröte (Chrysemys picta doralis) ist die kleinste Unterart. Sie erreicht eine Rückenpanzerlänge von 12–15 cm. Die Östliche Zierschildkröte (Chrysemys picta picta) sowie die Mittelländische Zierschildkröte (Chrysemys picta marginata) können 14–18 cm groß werden. Die Westliche Zierschildkröte (Chrysemys picta bellii), auch Indianer-Zierschildkröte genannt, ist die größte Unterart und kann eine Rückenpanzerlänge von über 20 cm erreichen.

## Unterarten

Verbreitung der vier Unterarten in Nordamerika
Östliche (C. p. picta)
Mittelländische (C. p. marginata)
Südliche (C. p. dorsalis)
Westliche(C. p. bellii)
Mischform aus Westlicher und Mittelländischer
Mischform aus Östlicher und Mittelländischer
Mischform aus Südlicher und Östlicher

Es werden vier Unterarten unterschieden:
- Westliche Zierschildkröte (Chrysemys picta bellii)
- Südliche Zierschildkröte (Chrysemys picta dorsalis)
- Mittelländische Zierschildkröte (Chrysemys picta marginata)
- Östliche Zierschildkröte (Chrysemys picta picta)

Der Unterarten-Status von C. p. bellii und C. p. marginata wird teilweise bezweifelt.

### Bestimmung
- ohne Bauchpanzerzeichnung
  - picta: Naht zwischen 2. und 3. Wirbelschild verläuft fast gerade in die Naht zwischen dem 2. und 3. Rippenschild über. Nähte zwischen den vorderen Diskusschilden hell und breit.
  - dorsalis: deutlich sichtbare orangefarbene bis rote Dorsallinie (entlang der Panzermitte von vorn bis hinten)
- mit Bauchpanzerzeichnung
  - marginata: Plastronzeichnung ausschließlich entlang der Mittelnaht
  - bellii: Plastronzeichnung entlang der Mittel- und der Quernähte